# بانک مرکزی آرژانتین
بانک مرکزی آرژانتین (اسپانیایی: Banco Central de la República Argentina‎) بانک مرکزی آرژانتین است، که در سال ۱۹۳۵ تأسیس شد.